# (9709) Chrisnell
(9709) Chrisnell (5192 T-3) – planetoida z grupy pasa głównego asteroid okrążająca Słońce w ciągu 5,24 lat w średniej odległości 3,01 j.a. Odkryta 16 października 1977 roku.